# Petre Vasiliu-Năsturel
Petre Ștefan Vasiliu-Năsturel (n. 7 aprilie 1854, București – d. 1920) a fost un general de artilerie, publicist, istoric și heraldist român.
A fost elev al școlii militare din Fontainebleau, fiind înaintat la gradul de sublocotenent pe 3 iulie 1874, apoi locotenent la 24 aprilie 1887, locotenent-colonel la 2 decembrie 1891 și colonel la 10 mai 1895.
A fost comandantul Corpului 1 de Armată în timpul reprimării brutale a răscoalei din 1907.

## Contribuțiile în domeniul heraldicii și a vexilologiei
Lucrările din domeniul heraldicii ale generalului Năsturel au vădit o înaltă ținută științifică și au reliefat erudiția autorului lor. De asemenea, Năsturel este unul dintre primii istorici români care s-a ocupat cu vexilologia și vexilologia heraldică românească.
În prima sa lucrare de acest gen, intitulată Stema României, studiu critic din punct de vedere heraldic (1892), autorul tratează despre începuturile și semnificația stemelor, după care realizează un prim vocabular românesc de heraldică. Lucrarea continuă cu o istorie aprofundată a stemelor Moldovei și a Țării Românești și se încheie cu tratarea armelor, steagurilor și însemnelor Principatelor Unite și ale României.
Într-un studiu intitulat Marca țării pe peceți, clădiri și monete și publicat în mai multe numere ale revistei Albina (1901/1902), Năsturel critică folosirea eronată sau abuzivă a stemei României de către autorități, cât și greșelile de reprezentare ale acesteia pe edificii sau monede naționale.
În afara cercetării stemelor de stat ale României, Năsturel s-a mai ocupat și cu redactarea altor studii legate de stema Cantacuzinilor, de Nova plantatio de pe sigiliile domnești, de mobilele heraldice din stemele princiare aflate pe monedele din Țara Românească și de stema Sfântului Imperiu Romano-German.
Terminologia heraldică instituită și folosită în cadrul acestor lucrări va fi adoptată de către toți heraldiștii care îi vor urma generalului P. V. Năsturel.
P. V. Năsturel a fost membru al societății heraldice Adler din Viena.

## Opera
- Guerre d'Orient 1877-1878: Operations de l'armée roumaine pandant la guerre de l'Indépendance: journal d'un officier (Paris 1880);
- Curs de balistică esterioară și stabilirea tablelor de tragere (Buc. 1885);
- Curs elementar de artilerie. Vol I (1886), vol II (1887);
- Descrierea amănunțită a turelelor cu eclipsă de 37 mm. Md. 1887 (Magdeburg-Buckau 1888);
- Descrierea amănunțită a turelelor cu eclipsă de 53 mm. Md 1887 (Buc. 1889);
- Descrierea tunurilor, afetelor și munițiunilor de 150 mm. Md 1887 (Buc. 1889);
- Curs de artilerie (1889, cu Ștefan Constantinescu);
- Crucișătorul „Elisabeta” (1889);
- Pulberi de rezbel. Diferiți explosivi și balistica interioară (1889);
- Descrierea amănunțită a turelelor cu eclipsă de 120 mm și a localurilor cuirasate a mortierelor sferice din bateria-tip Schumann (1891);
- Jubileul de 25 de ani de domnie a M. S. Regelui Carol I. Stema României (1891);
- Stema României (1892);
- Istoricul Pirotehniei armatei (1893-4);
- Curs elementar de artilerie, armele portative (1893);
- Eraldica în fața P. S. S. Episcopului Ghenadie alu Romnicului-Noulu Severinu (1895);
- Descrierea materialului de coastă (1896);
- Steagul și stema României, în "Albina" (1900/1901);
- Noua Pascalie (1901);
- Medaliile și decorațiunile române: descrierea și portul lor de către civili, militari, clerici, magistrați și doamne; Eticheta decorațiunilor, penalități; Coroana de oțel a României (1901);
- Marca țării pe peceți, clădiri și monede, în "Albina" (1901/1902);
- Steagul, stema română, însemnele domnești, trofee (1903);
- Manuscris român din secolul XVII (1904);
- Unificarea calendarelor și noua pascalie (1901);
- Vieața Sfinților Varlaam și Ioasaf: manuscris român din secolul XVII / trad. din lb. elenă la anul 1648 de Udriște Năsturel de Fierăști al doilea logofăt ; tipărită pentru prima oară de generalul P. V. Năsturel (1904);
- Ordin general de concentrare (Craiova, 1905);
- Biserica Stavropoleos (București, 1906);
- Neamul boierilor Pârșcoveni și încuscrirea lor cu Cantacuzinii din ramura Marelui Spătar Drăghici Măgureanul (1906);
- O scrisoare a lui V. Alecsandri (1906);
- Neamul boierilor Cantacuzini din ramura lui Șerban Voevod (1908);
- Contribuțiuni la istoria artilerie române (1910);
- Luptele dela Ogretin și Teișani din zilele de 13 și 14 septemvrie 1602 (7111) (1910);
- Operațiunile Diviziei II (1911);
- Fortificațiunea cuirasată (1913);
- Metodă istorică a domnului Iorga (1913);
- Principatul de Wied și schița genealogică a Casei princiare, urmată de Armele familiei (1913);
- «Nova Plantatio» și Regii României, moștenitori ai împăratului Bizanțului (1914);
- Interpretarea mobilelor eraldice de pe monetele Țării Românești (1914);
- Armele Sfântului Imperiu Roman (1915 - 1922).